# Vittorio Fossombroni

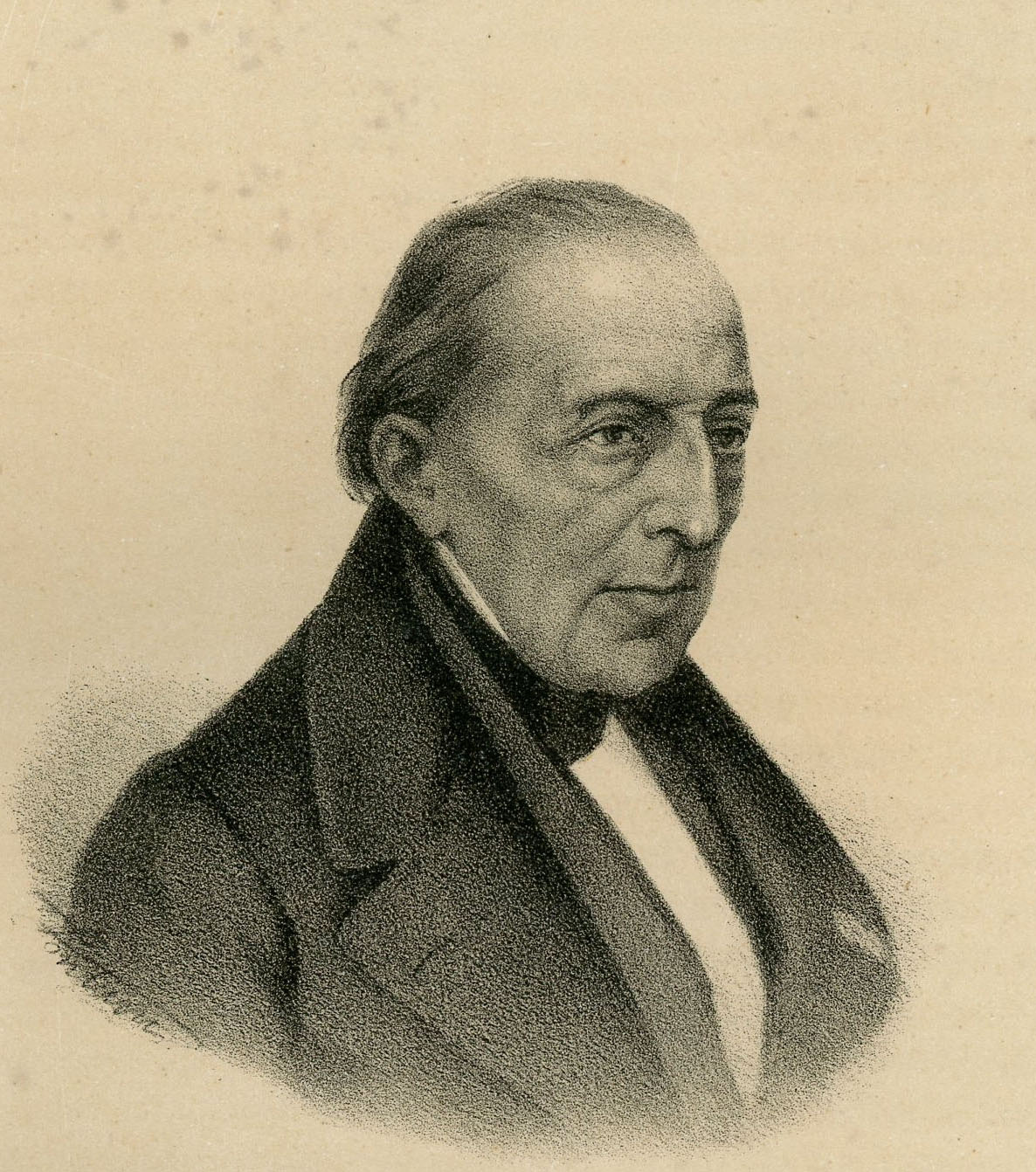
Vittorio Fossombroni

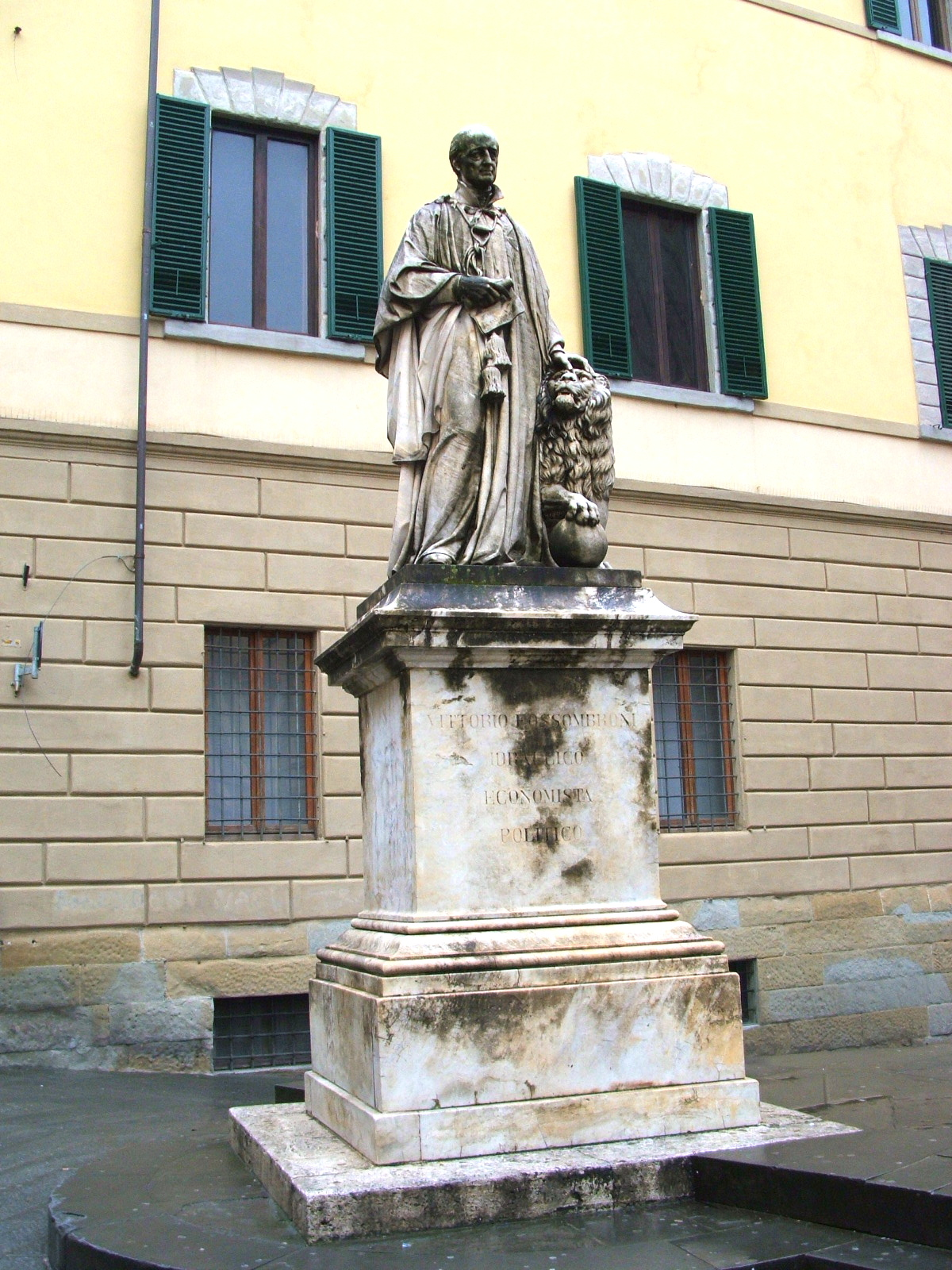
Statue von Vittorio Fossombroni

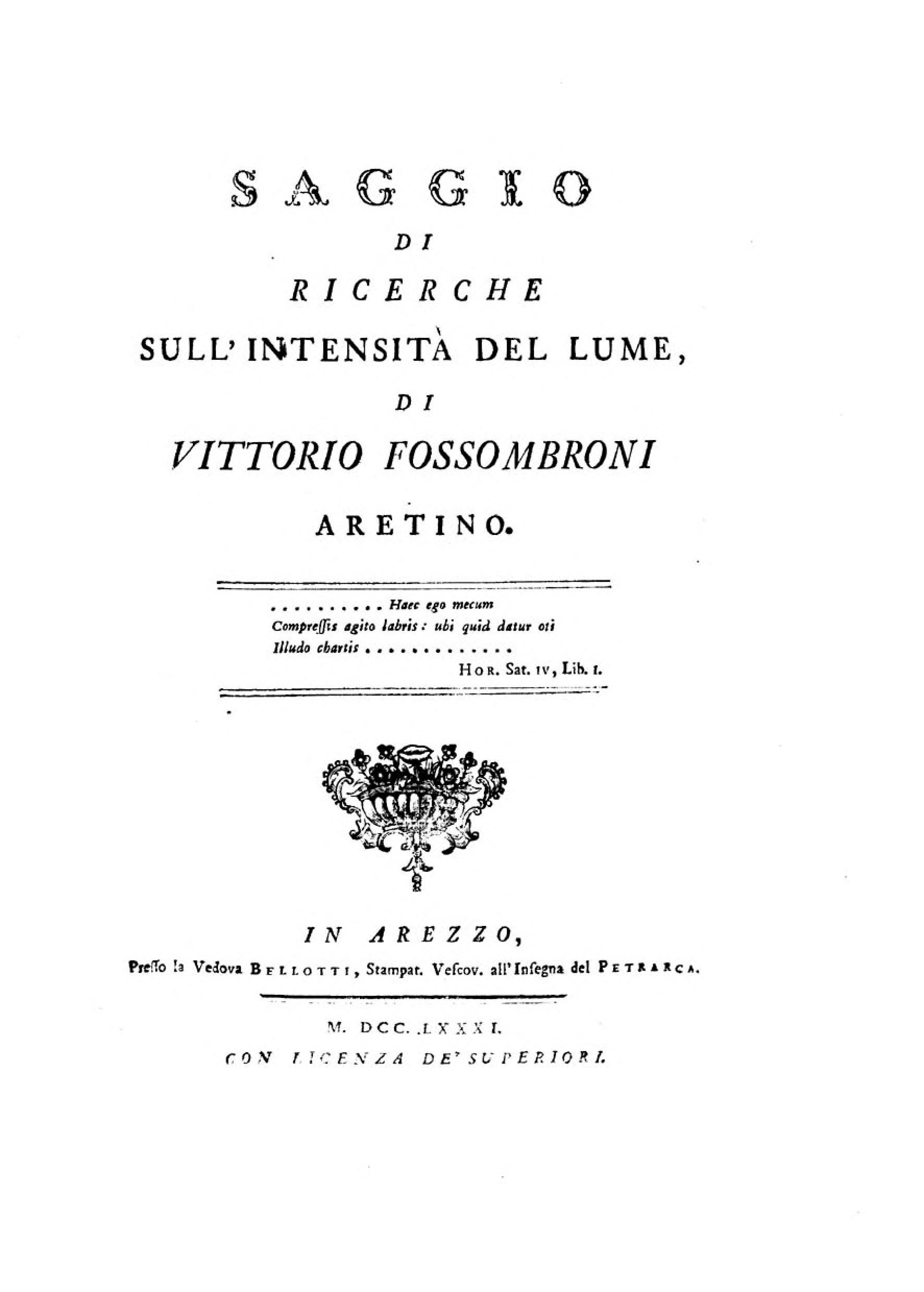
Saggio, 1781

Vittorio Conte Fossombroni (* 15. September 1754 in Arezzo; † 15. April 1844 in Florenz) war ein toskanischer Staatsmann und Mathematiker.

## Leben
Er wurde an der Universität von Pisa ausgebildet, wo er sich besonders der Mathematik widmete. Er erhielt 1782 eine offizielle Ernennung in der Toskana, und zwölf Jahre später wurde ihm vom Großherzog die Leitung der Arbeiten an der Entwässerung des Val di Chiana anvertraut; über dieses Thema hatte er 1789 eine Abhandlung verfasst.
1796 wurde er zum Außenminister gemacht, aber bei der französischen Besetzung der Toskana 1799 floh er nach Sizilien. Bei der Erhebung des Großherzogtums in das kurzlebige Königreich Etrurien unter der Regentin Maria Louisa wurde er zum Präsidenten der Finanzkommission ernannt. 1809 ging er als einer der Senatoren der Toskana nach Paris, um Napoleon zu huldigen. Bei der Restauration des Großherzogs Ferdinand III. 1814 wurde er zum Präsidenten der legislativen Kommission und danach zum Premierminister gemacht. Diese Stellung hielt er auch unter dem Großherzog Leopold II. Seine Verwaltung, die erst durch seinen Tod zu einem Ende kam, trug wesentlich zum Aufstieg des Landes bei. Er war der eigentliche Herrscher der Toskana. Basis seiner Politik waren die Gleichheit aller Untertanen vor dem Gesetz, Ehrlichkeit in der Justizverwaltung und Meinungsfreiheit. 1832 heiratete der 78-Jährige die Witwe Vittoria Falciai (geb. Bonci). Da er keine Nachkommen hatte, überließ er Titel und Familiennamen dem Sohn seiner Ehefrau, Enrico Falciai. Vittorio Fossombroni starb 1844 nach 12 Ehejahren.

## Ehrungen
1802 wurde er Ehrenmitglied der Russischen Akademie der Wissenschaften in Sankt Petersburg. Seit 1824 war er korrespondierendes Mitglied der Académie des sciences in Paris.
Nach ihm benannt ist die Lebermoos-Gattung Fossombronia aus der Familie der Fossombroniaceae benannt.